# 和達陽太郎
和達 陽太郎（わだち ようたろう、明治元年11月8日〈1868年12月21日〉 - 1921年〈大正10年〉3月15日）は、明治から大正にかけて活動した日本の電気技術者、実業家である。逓信技師を経て実業界に入り名古屋電灯常務などを務めた。子に気象・地震学者の和達清夫がいる。

## 経歴
明治元年11月8日（新暦：1868年12月21日）、和達孚嘉の長男として東京の浅草に生まれる。父・孚嘉は江戸幕府の旗本であったが、明治維新後に移住先の静岡県を振り出しに宮城県や山形県で役員生活を送り、晩年には第5代仙台市長（1907 - 1910年）を務めた人物である。
1889年（明治22年）7月東京の第一高等中学校工学部を卒業したのち、1892年（明治25年）7月に帝国大学工科大学電気工学科を卒業し、逓信省へ入る。同年11月、逓信技師に任ぜられまず逓信省電務局工務課および電気試験所勤務となる。翌1893年（明治26年）11月、逓信技師から電話交換局技師に転じ横浜電話交換局長に就任。1894年（明治27年）3月逓信技師に戻るが、同年12月続いて電信建築技師に任ぜられ仙台郵便電信局建築課長を命ぜられる。1896年（明治29年）4月電話交換局技師に戻り、電話事業調査のため欧米へ派遣された。
1897年（明治30年）8月通信技師となり逓信省電務局勤務を命ぜられる。同年12月名古屋電話交換局長に就任し、翌年5月からは通信技師と愛知県技師を兼ねた。1903年（明治36年）4月には名古屋郵便局工務課長へ異動。翌年4月からは同局電話課長も兼ねた。
1907年（明治40年）1月19日付で愛知県技師を依願により免官となり、1月24日付をもって逓信技師も休職となった。直後の1月28日、名古屋電灯株式会社の常務取締役に就任した。同社は明治・大正期の名古屋市に存在した電力会社である。創業者の三浦恵民が長く専務取締役（社長は不在）を務めていたが、和達の入社と同時に三浦も常務取締役に移り、常務2人体制での経営となっている。しかし和達の在任は短く、1910年（明治43年）1月28日付で同社から退いた。
実業界では名古屋電灯常務のほか大倉組技師や日本電業取締役を務めた。1921年（大正10年）3月15日に死去、52歳没。

## 栄典
- 1892年12月23日 - 従七位[21]
- 1897年10月30日 - 正七位[22]
- 1900年2月10日 - 従六位[23]
- 1902年12月10日 - 正六位[24]
- 1905年6月24日 - 勲六等瑞宝章[25]
- 1906年4月1日 - 勲五等瑞宝章（明治三十七八年事件の功による）[26]
- 1906年2月20日 - 従五位[27]

## 家族・親族
- 父・和達孚嘉 - 第5代仙台市長
- 妻・和達瑾 - 陸軍二等軍医正・内田正の次女（1879年生）[28]
- 次男・和達清夫 - 気象・地震学者[29]